# This Is Heavy Metal
This is heavy metal este primul single a albumului Babez For Breakfast (2010) a celor de la Lordi.

## Legături externe
- Versurile melodiei Arhivat în 7 august 2016, la Wayback Machine. la MetroLyrics